# Impermeable
Impermeable è un singolo del gruppo musicale statunitense Ha*Ash, pubblicato il 21 marzo 2011 come primo singolo dal quarto album in studio A tiempo.

## La canzone
La traccia, è stata scritta da Áureo Baqueiro e Daniela Blau.

## Video musicale
Il videoclip, diretto da Fausto Terán, è stato girato nel 2011 nello Hotel W di Città del Messico. È stato pubblicato su Vevo il 4 maggio 2011. Il video ha raggiunto 44 milioni di visualizzazioni su Vevo.
Il video è stato girato sotto forma di esibizione dal vivo. È stato pubblicato su YouTube il 1 agosto 2012. Il video ha raggiunto 8 milioni di visualizzazioni su Vevo.

## Tracce
Download digitale
1. Impermeable – 4:07 (Áureo Baqueiro, Daniela Blau.)

## Formazione
- Ashley Grace – voce, chitarra
- Hanna Nicole – voce, chitarra
- Daniela Blau – composizione
- Áureo Baqueiro – programmazione, produzione, composizione
- Rene García  – batteria, chitarra

## Classifiche
| Classifica (2011)                   | Posizione massima |
| ----------------------------------- | ----------------- |
| Messico Airplay (billboard)         | 6                 |
| Messico Español Airplay (billboard) | 1                 |
| Messico (Monitor Latino)            | 1                 |
| Messico (Monitor Latino Top 20)     | 16                |

## Premi
| Anno | Cerimonia                 | Premio                | Esito       |
| ---- | ------------------------- | --------------------- | ----------- |
| 2012 | Irresistible Awards Fanta | Canzone irresistibile | Candidato/a |